# The Distillers
The Distillers var et amerikansk punk-rock-band der blev stiftet i Los Angeles i 1998 og var aktive til 2004. Bandet har haft flere forskellige medlemmer, men frontfiguren Brody Dalle var med fra begyndelsen.

## Udgivelser
The Distillers udgav i alt tre album>
- The Distillers (2000)
- Sing Sing Death House (2002)
- Coral Fang (2003)

| Musikgruppe | Spire Denne artikel om en amerikansk musikgruppe er en spire som bør udbygges. Du er velkommen til at hjælpe Wikipedia ved at udvide den. |